# یان ماورزبرگر
یان ماورزبرگر (انگلیسی: Jan Mauersberger؛ زادهٔ ۱۷ ژوئن ۱۹۸۵) بازیکن فوتبال اهل آلمان است.
از باشگاه‌هایی که در آن بازی کرده‌است می‌توان به باشگاه فوتبال بایرن مونیخ ۲، باشگاه فوتبال گروتر فورث، باشگاه فوتبال بایرن مونیخ، باشگاه فوتبال مونیخ ۱۸۶۰، باشگاه فوتبال کارلسروهه، و باشگاه فوتبال اسنابروک اشاره کرد.
وی همچنین در تیم ملی فوتبال زیر ۲۰ سال آلمان بازی کرده‌است.